# Tanutchai Wijitwongthong
Tanutchai Wijitwongthong (tiếng Thái: ธนัชชัย วิจิตรวงศ์ทอง, phiên âm: Tha-nát-chai Vi-chít-vong-thong, sinh ngày 25 tháng 1 năm 1997) còn có nghệ danh là Mond (ม่อน) là một diễn viên người Thái Lan gốc Ấn Độ trực thuộc GMMTV. Anh được biết đến qua phim của GMMTV như: Por - Fabulous 30: The Series (2017), Matt - Kiss Me Again (2018) and Badz - Boy For Rent (2019).

## Tiểu sử và Sự nghiệp

### Tiểu sử
Mond sinh ngày 25 tháng 1 năm 1997 tại Bangkok, Thái Lan với cha là người Thái gốc Hoa và mẹ là người Thái gốc Ấn. Anh là con thứ ba trong số bốn anh chị em và là em trai của Chalida Vijitvongthong (Mint) - diễn viên và người mẫu của Channel 3. Năm 2019, Mond tốt nghiệp cử nhân Nghệ thuật giao tiếp - Đại học Bangkok.

### Sự nghiệp
Mond bắt đầu gia nhập làng giải trí sau khi được chị gái khuyến khích tham gia các lớp học diễn xuất. Sau đó, anh bắt đầu quan tâm đến diễn xuất và tham gia các buổi casting phim. Cuối cùng, anh ra mắt với tư cách là một diễn viên trong phim Water Boyy (2017) với vai phụ, Kluay. Sau đó, anh đã kí kết với GMMTV. Hiện nay. Mond đang trược thuộc tại GMMTV.

## Phim tham gia

### Phim truyền hình
| Năm  | Tựa                        | Vai               | Ghi chú   | Nguồn         |
| ---- | -------------------------- | ----------------- | --------- | ------------- |
| 2017 | Water Boyy: The Series     | Kluay             | Vai phụ   | [ 4 ]         |
| 2017 | Fabulous 30: The Series    | Por               | Vai chính | [ 2 ]         |
| 2018 | Kiss Me Again              | Matt              | Vai chính | [ 5 ]         |
| 2018 | The Judgement              | Namnhao / Namnuea | Vai phụ   | [ 6 ]         |
| 2019 | Boy For Rent               | Badz              | Vai chính | [ 7 ]         |
| 2019 | Plara Song Krueng          | Nawut             | Vai phụ   | [ 8 ]         |
| 2020 | The Underclass             | Tee               | Vai chính | [ 9 ]         |
| 2020 | Saneha Stories 3: Bar Host | Dodo              | Vai chính |               |
| 2020 | Khun Mae Mafia             | Thana             | Vai phụ   | [ 10 ] [ 11 ] |
| 2021 | Not Me                     | Gram              | Vai phụ   | [ 12 ]        |
| 2022 | P.S I Hate You             | Term              | Vai phụ   |               |
| 2022 | Midnight Motel             | Sun               | Vai phụ   |               |

### TV Show
| Năm  | Tên show                      | Ghi chú                    | Nguồn  |
| ---- | ----------------------------- | -------------------------- | ------ |
| 2015 | High School Reunion           | Khách mời (Ep. 113-115)    |        |
| 2016 | Let's Play Challenge          | Khách mời (Ep. 27, 38)     |        |
| 2016 | Cougar on the Prowl           | Khách mời (Ep. 12)         |        |
| 2017 | #TEAMGIRL                     | Khách mời (Ep. 51, 98)     |        |
| 2018 | School Rangers                | Host chính                 | [ 13 ] |
| 2018 | Talk with Toey One Night      | Khách mời (Ep. 4)          |        |
| 2018 | Yai & the Grandsons           | Khách mời (Ep. 13-14)      |        |
| 2018 | Tred Tray Fest with Tay Tawan | Khách mời (Ep. 7)          |        |
| 2019 | Arm Share                     | Khách mời (Ep. 28, 55, 61) |        |
| 2019 | Off Gun Fun Night Season 2    | Khách mời (Ep. 5)          |        |
| 2020 | Play Zone                     | Khách mời (Ep. 1)          |        |
| 2020 | Friend Drive                  | Khách mời (Ep. 23)         |        |
| 2021 | Krahai Lao                    | Khách mời (Ep. 3, 15)      |        |
| 2022 | Safe House 4                  | Thành viên chính           | [ 14 ] |